# Матушевский, Игнаций
Игнаций Гуго Станислав Матушевский (пол. Ignacy Hugo Stanisław Matuszewski; 10 сентября 1891, Варшава — 3 августа 1946, Нью-Йорк) — польский политик, журналист, дипломат, министр финансов, полковник. Член Международного олимпийского комитета.

## Образование и начало военной службы
Сын известного литературного критика, также Игнация Матушевского. Племянник промышленника Чеслава-Казимира Бейна. Его крёстным отцом был писатель Болеслав Прус. Изучал философию в Ягеллонском университете в Кракове, архитектуру в Милане, право в Тартуском университете и сельскохозяйственные науки в Варшаве. Во время Первой мировой войны служил в русской армии, офицер. После Февральской революции в 1917 организовал съезд военнослужащих-поляков в Петрограде, затем участвовал в формировании Польского корпуса в России. Участвовал в деятельности тайной Польской войсковой организации. В декабре 1917 вступил в Польский корпус под командованием генерала Иосифа Довбор-Мусницкого. За антибольшевистскую деятельность был заочно приговорён к смертной казни. 18 февраля 1918 участвовал в занятии Минска частями Польского корпуса. Когда его приговорили к смерти и наступавшие немцы, то он уехал в Киев. В мае 1918 организовал неудачную попытку установить власть над корпусом с тем, чтобы предотвратить его разоружение немцами.

## Деятельность в независимой Польше
После восстановления независимости Польши в ноябре 1918 был назначен на службу во II (разведывательный) отдел Верховного командования Войска Польского. В разгар советско-польской войны в июле 1920 был назначен начальником этого отдела. После окончания войны Юзеф Пилсудский так оценил деятельность Матушевского: Это была первая война Польши за многие столетия, во время которой у нас было больше информации о противнике, чем у него о нас. Однако имели место и крупные неудачи: чекисты сумели арестовать и перевербовать в тюрьме резидента польской военной разведки в Москве Игнатия Добржинского, что повлекло гибель всей московской резидентуры и многочисленные аресты польских агентов в Смоленске и Минске. Участвовал в мирных переговорах с РСФСР в Риге. Продолжая руководить разведкой, окончил Высшую военную академию. Был произведён в полковники.
В качестве начальника II отдела Матушевский 1 февраля 1922 направил военному министру Польши письмо за № 1462, в котором содержалось упоминание о смерти в лагере Тухоли 22 тыс. красноармейцев. По мнению одних историков, этот документ является доказательством смерти такого количества военнопленных, другие считают, что Матушевский процитировал непроверенную информацию из русской эмигрантской газеты «Свобода», где приводилась эта же цифра.
С 1924 — военный атташе в Риме. После возвращения в Польшу в 1926 был переведён в резерв. Награждён Серебряным крестом Virtuti Militari. После государственного переворота в мае 1926 был одним из ведущих представителей правых сторонников Пилсудского («пилсудчиков»). Входил в состав неформальной «группы полковников» во главе с Валерием Славеком. В 1926—1928 — директор административного департамента Министерства иностранных дел. В 1928—1929 — посланник в Будапеште. В 1929—1931 — министр финансов в пяти польских правительствах, в состав которых входили сторонники Пилсудского.
В 1932—1936 — ведущий обозреватель Gazety Polskiej, во многом благодаря его усилиям достигнувшей тиража в 35 тысяч экземпляров (после его ухода из редакции тираж сократился вдвое). Также был редактором ежемесячника Polityka Narodów, в котором публиковались статьи по геополитике, анализу внешней политики отдельных стран, ситуации в конфликтных регионах и места Польши в мире. Критично относился к внешней политике предвоенного польского правительства. В марте 1938, в условиях приближающейся Второй мировой войны, написал в виленском издании Słowo статью о необходимости увеличения военного бюджета и формирования трёх танковых дивизий. После того, как немцы оккупировали Прагу (15 марта 1939), Матушевский опубликовал в Polityce Gospodarczej статью о необходимости удвоить ряды польской армии. Номер был конфискован властями, но статья в несколько видоизмененном виде появилась в издании Słowo.

## Эмигрант
После начала Второй мировой войны возглавил эвакуацию польского золотого запаса (75 тонн) через Румынию, Турцию и Сирию во Францию, где передал его правительству Польши в эмиграции. Вместе с ним операцией руководил бывший министр промышленности и торговли подполковник Хенрик Флояр-Райхман. Являясь политическим противником премьер-министра эмигрантского правительства Владислава Сикорского, не был востребован на государственной службе. После капитуляции Франции в июне 1940 уехал в Испанию, затем в Португалию, а в сентябре 1941 прибыл в США. Продолжал заниматься журналистикой, выступал против соглашения польского правительства с СССР. Был одним из организаторов Национального комитета американцев польского происхождения и Института Юзефа Пилсудского в Нью-Йорке. Был противником сближения СССР и США.

## Семья
Жена — Халина Конопацкая, легкоатлетка, первая польская чемпионка Олимпийских игр (1928 в Амстердаме). Дочь — Ева род. 8 сентября 1919, участница Варшавского восстания 1944 (в качестве медсестры), расстреляна немцами 26 сентября 1944 на аллее Независимости в Варшаве.

## Труды
- Wybór pism. Kulisy historii Polski. (1941—1946). Rzeszów, 1991.